# Isla de Secam
Secam,
es una isla situada en Filipinas, adyacente a la de Paragua, en el grupo de Balábac.
Administrativamente forma parte del barrio del mismo nombre  del municipio filipino de Balábac  de tercera categoría perteneciente a la provincia  de Paragua en  Mimaro,  Región IV-B de Filipinas.

## Geografía
Esta isla  se encuentra situada al norte de la de Ramos, adyacente a la de  Balábac,  separada por el canal de Bate. A nordeste y separadas por el Estrecho del Norte de Balábac se encuentran las islas del barrio de Bancalaán: de Bancalán, la de Manlangule y los islotes  de Gabung, de Malinsono (Paradise Island) y de Byan.
Esta pequeña isla tiene una extensión superficial de aproximadamente 0,30 km², 2360 metros de largo, en dirección este-oeste, y unos escasos 350 metros de ancho.
A nordeste, a unos 7600 metros y separado por el Estrecho del Norte de Balábac, se encuentra la isla de Bancalán, sitio de Loudon. Isla de  Manlangule dista unos 11.300 metros. La más próxima, Ramos, 4360 metros.

## Historia
Balábac formaba parte de la provincia española de  Calamianes, una de las 35 del archipiélago Filipino, en la parte llamada de Visayas. Pertenecía a la audiencia territorial  y Capitanía General de Filipinas, y en lo espiritual a la diócesis de Cebú.
De la provincia de Calamianes se segrega la Comandancia Militar del Príncipe, con su capital en Príncipe Alfonso, en honor del que luego sería el rey Alfonso XII, nacido en 1857.